# Marianne Aasen
Marianne Aasen (født 21. februar 1967 i Bergen) er en norsk politiker (Ap). Hun har siddet i Stortinget for Akershus siden 2005.
Aasen er cand. polit. med hovedfag i statsvidenskab fra 1994, samt historie som grundfag og socialøkonomi som mellemfag. Hun arbejdede som journalist for A-pressen fra 1991 til 1995. Fra 1995 til 1996 var hun politisk rådgiver for Sylvia Brustad.
Fra 1998 til 2000 var Aasen informationschef i Europabevægelsen. Hun var leder for Europabevægelsen i Asker fra 2003 til 2004. I Jens Stoltenbergs første regering, fra 30. marts 2000 til 19. oktober 2001, var Aasen politisk rådgiver i Kommunal- og regionaldepartementet. Hun var politisk rådgiver for Arbeiderpartiets stortingsgruppe fra 2001 til 2005. I 2005 blev hun valgt ind i Stortinget fra Akershus, og blev senere genvalgt i 2009 og 2013.
Hun er bosat i Asker og har tidligere været gift med skakspilleren Simen Agdestein.

## Regering
- 2000–01: politisk rådgiver i Kommunal- og regionaldepartementet

## Stortingskomiteer
- 2013–2017 medlem i Kirke-, uddannelses- og forskningskomiteen
- 2009–2013 leder i Kirke-, uddannelses- og forskningskomiteen
- 2005–2009 medlem i Finanskomiteen
- 2005–2009 medlem i Valgkomiteen